# Урукуль (озеро)
Урукуль, Уру-Куль (устар. Уруколь) — бессточное озеро в Кунашакском районе Челябинской области. Площадь поверхности водного зеркала — 5,92 км². Высота над уровнем моря — 199,6 м.

## Этимология
Гидроним Урукуль восходит к башкирским словам оро (уру) — «низина», «впадина», «лощина», куль — «озеро».

## Описание
На берегах растёт камыш, юго-восточный берег порос лесом. С северного и северно-восточного берега расположено село Урукуль.
В озере водятся окунь, щука, карп, карась, буффало. В 2009 году озеро зарыблялось рипусом и налимом.
Последнее время наблюдается загрязнение водоёма скотным двором и насосной станцией, расположенными на берегу.
Вблизи озера проходит автодорога 75К-146 Карагайкуль — Кунашак и Озёрная улица села Урукуль.